# 鳥居松町
鳥居松町（とりいまつちょう）は、愛知県春日井市にある地名。現行行政地名は鳥居松町1丁目から8丁目。

## 地理
春日井市中央部に位置し、東は篠木町・中央通・乙輪町・八事町・月見町、西は瑞穂通、南は杁ケ島町・柏井町、北は春見町・ことぶき町に接する。
春日井市役所があり、市の中心地となっている。

## 学区
市立小・中学校に通う場合、学校等は以下の通りとなる。また、公立高等学校に通う場合の学区は以下の通りとなる。
| 字・丁目       | 小学校                                      | 中学校                                    | 高等学校 |
| -------------- | ------------------------------------------- | ----------------------------------------- | -------- |
| 鳥居松町一丁目 | 春日井市立鳥居松小学校                      | 春日井市立柏原中学校                      | 尾張学区 |
| 鳥居松町二丁目 | 春日井市立鳥居松小学校                      | 春日井市立柏原中学校                      | 尾張学区 |
| 鳥居松町三丁目 | 春日井市立鳥居松小学校                      | 春日井市立柏原中学校                      | 尾張学区 |
| 鳥居松町四丁目 | 春日井市立鳥居松小学校                      | 春日井市立柏原中学校                      | 尾張学区 |
| 鳥居松町五丁目 | 春日井市立鳥居松小学校 春日井市立八幡小学校 | 春日井市立柏原中学校 春日井市立東部中学校 | 尾張学区 |
| 鳥居松町六丁目 | 春日井市立八幡小学校                        | 春日井市立東部中学校                      | 尾張学区 |
| 鳥居松町七丁目 | 春日井市立八幡小学校                        | 春日井市立東部中学校                      | 尾張学区 |
| 鳥居松町八丁目 | 春日井市立八幡小学校                        | 春日井市立東部中学校                      | 尾張学区 |

## 歴史

### 町名の由来
旧東春日井郡鳥居松村の名による。かつて大山村（現・小牧市）の児神社の鳥居があったことから鳥居松と呼ばれた説と、外通りの町と街道筋が栄えたことから「とおりまち」に鳥居松の字を当てた説がある。

### 沿革
- 1948年（昭和23年） - 大字柏井(旧勝川町)・和爾良(旧鳥居松村)・関田(旧篠木村)の各一部より、鳥居松町が成立[1]。
- 1954年（昭和29年） - 大字八幡(旧篠木村)の一部を編入[1]。
- 1973年（昭和48年） - 一部が乙輪町・中央通となる[1]。
- 1982年（昭和57年） - 一部を杁ケ島町へ編入[1]。

## 施設

### 鳥居松町1丁目
- 愛知県立春日井高等学校
- 慈眼寺

### 鳥居松町3丁目
- オークランドボウル春日井
- 東尾張県税事務所
- 中央公園
- 神明社

### 鳥居松町4丁目
- 名古屋法務局春日井支局
- 春日井市役所前郵便局
- 岐阜信用金庫春日井市役所前支店

### 鳥居松町5丁目
- 春日井市役所
- 文化フォーラム春日井
  - 春日井市図書館
- 春日井市民会館
- NTT西日本春日井電話交換局
- ヤマダデンキテックランドNew春日井店
- 三菱UFJ銀行春日井支店・勝川支店

### 鳥居松町6丁目
- 大垣共立銀行春日井支店
- 東濃信用金庫春日井支店

### 鳥居松町7丁目
- 春日井市立郷土館
- ヤマナカ鳥居松店
- 百五銀行春日井支店

### 鳥居松町8丁目

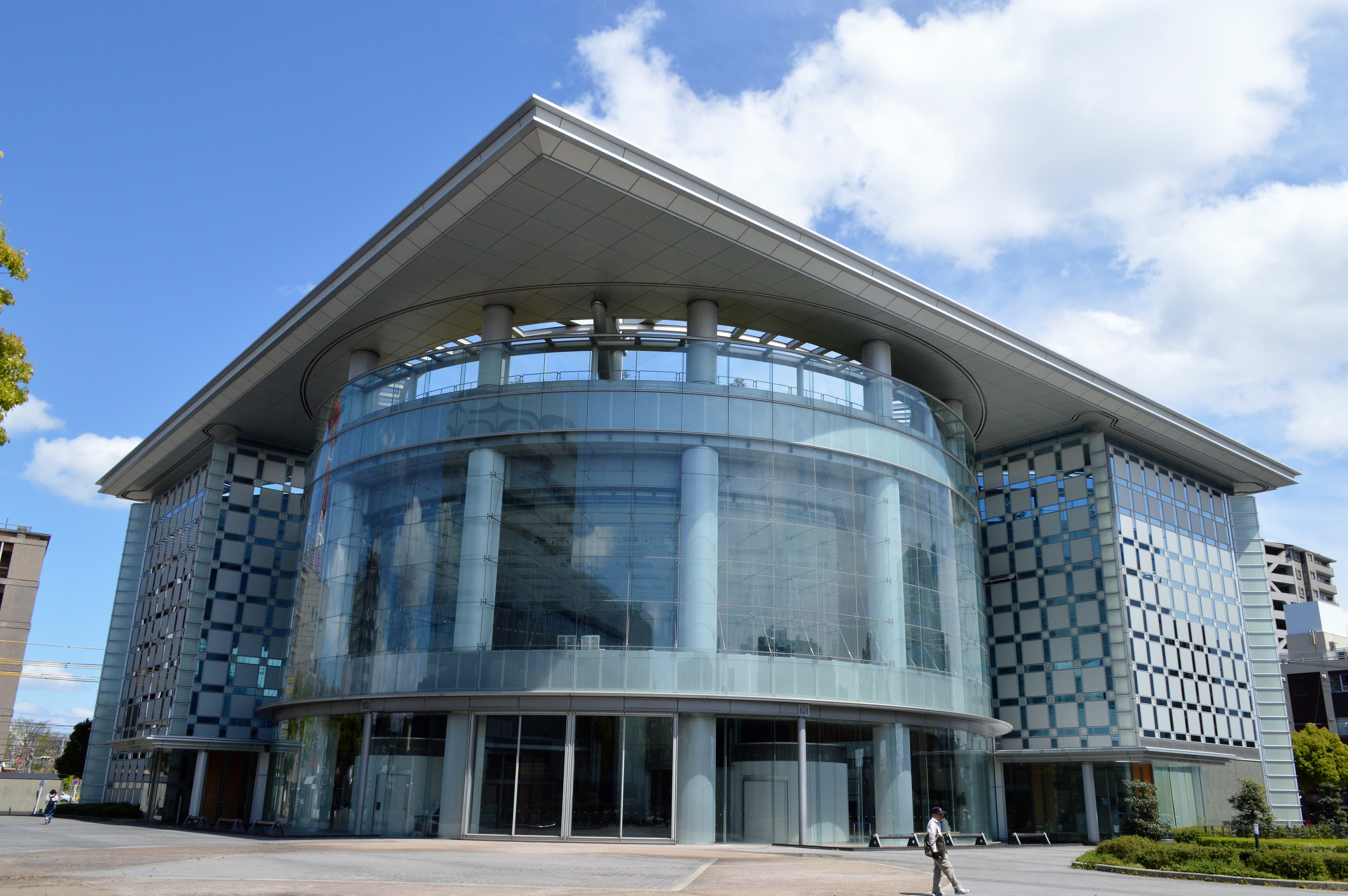
文化フォーラム春日井

## 交通
- 愛知県道508号内津勝川線